# 57th Street
57th Street – stacja metra nowojorskiego, na linii F. Znajduje się w dzielnicy Manhattan, w Nowym Jorku i zlokalizowana jest pomiędzy stacjami Lexington Avenue – 63rd Street i 47th–50th Streets – Rockefeller Center. Stacja została otwarta 1 lipca 1968.